# Lucky (Jason Mraz & Colbie Caillat)
Lucky is een nummer uit 2009 van de Amerikaanse singer-songwriter Jason Mraz en de eveneens Amerikaanse zangeres Colbie Caillat. Het is de tweede single van Mraz' derde studioalbum We Sing. We Dance. We Steal Things.
Mraz werd een fan van Caillat nadat hij haar muziek hoorde via MySpace. Hij vroeg Caillat of zij met hem een nummer wilde schrijven en zingen. Dat wilde Caillat wel. Het resulteerde in het nummer "Lucky", dat in veel landen de hitlijsten wist te bereiken. In het Amerikaanse Billboard Hot 100 haalde het een bescheiden 48e positie. In de Nederlandse Top 40 haalde het de 8e positie, en in Vlaanderen bleef het in de Tipparade steken met een 5e positie.

## NPO Radio 2 Top 2000
| Nummer met noteringen in de NPO Radio 2 Top 2000 | '09  | '10  | '11 | '12  |
| ------------------------------------------------ | ---- | ---- | --- | ---- |
| Lucky                                            | 1543 | 1821 | -   | 1917 |

1. ↑  Een '-' betekent dat het nummer niet was genoteerd en een vetgedrukt getal geeft de hoogste notering aan.
2. ↑  2009 was het eerste jaar met een notering voor dit nummer.
3. ↑  Deze tabel is bijgewerkt tot en met de laatste editie (2024).